# 아시안 하이웨이 48호선
아시안 하이웨이 48호선(AH48)은 인도의 찬그라반다에서 부탄의 팀부까지 이어주는 총연장 276 km의 거리를 가진 국제 간선 도로망이다. 총 연장으로만 따지자면 영동고속도로와 유사한 거리를 가진 것으로 드러나고 있다.

## 주요 경유지

### 인도
인도-방글라데시 국경 지대인 찬그라반다에서 인도-부탄 국경 지대인 자이가온까지 이어준다.
- 국도 제717호선 : 찬그라반다 - 마이나구리(영어판)
- 국도 제27호선 : 둡구리 - 마이나구리
- 국도 제517호선 : 가이어카타(영어판) - 둡구리(영어판)
- 국도 제17호선 : 버파라(영어판) - 가이어카타
- 국도 제317호선 : 버파라 - 하쉬마라(영어판)
- 국도 제317A호선 : 하쉬마라 - 자이가온

### 부탄
인도-부탄 국경 지대인 푼촐링에서 수도인 팀부까지 이어준다. 그리고 AH48은 해당 노선을 부여받고 있는 아시안 하이웨이 노선 번호로 분류된다.

## 같이 보기
- 아시안 하이웨이 2호선